# Den politiske kandestøber
Den politiske Kandestøber er Ludvig Holbergs første komedie. Han skrev den på opfordring fra Grønnegadeteatrets direktør. Stykket blev opført i 1722 på samme teater og trykt første gang i 1723.
Det handler om en kandestøber, der engagerer sig i politik og derfor forsømmer sit arbejde. Han bildes ind, at han er valgt som byens borgmester, og det går nu op for ham, at hvervet er forbundet med både ansvar og svære beslutninger.